# بليك غريفين
بليك غريفين (بالإنجليزية: Blake Griffin)‏ مواليد 16 مارس 1989، هو لاعب كرة سلة أمريكي يلعب مع فريق بروكلين نتس ا في الرابطة الوطنية لكرة السلة ويحمل الرقم 32. يبلغ طوله 6 قدم 10 بوصة (2.1 م).

## فرق لعب لها
- لوس أنجلوس كليبرز

## روابط خارجية
- بليك غريفين على موقع إن بي أي (الإنجليزية)
- بليك غريفين على موقع سبورتس رفرنس (الإنجليزية)
- بليك غريفين على موقع كرة السلة الأوروبية.كوم (الإنجليزية)
- بليك غريفين على موقع إي إس بي إن.كوم (الإنجليزية)
- بليك غريفين على موقع كلية كرة السلة في سبورتس رفرنس.كوم (الإنجليزية)
- بليك غريفين على موقع ريلجم (الإنجليزية)
- بليك غريفين على موقع بروبوليرز (الإنجليزية)